# Lista över Antigua och Barbudas premiärministrar
Detta är lista över Antigua och Barbudas premiärministrar

## Antigua och Barbudas premiärministrar, 1981-
- Vere Cornwall Bird: 1 november 1981 - 9 mars 1994
- Lester Bird: 9 mars 1994 - 24 mars 2004
- Baldwin Spencer: 24 mars 2004 - 13 juni 2014
- Gaston Browne: 13 juni 2014 –